# Alstavik

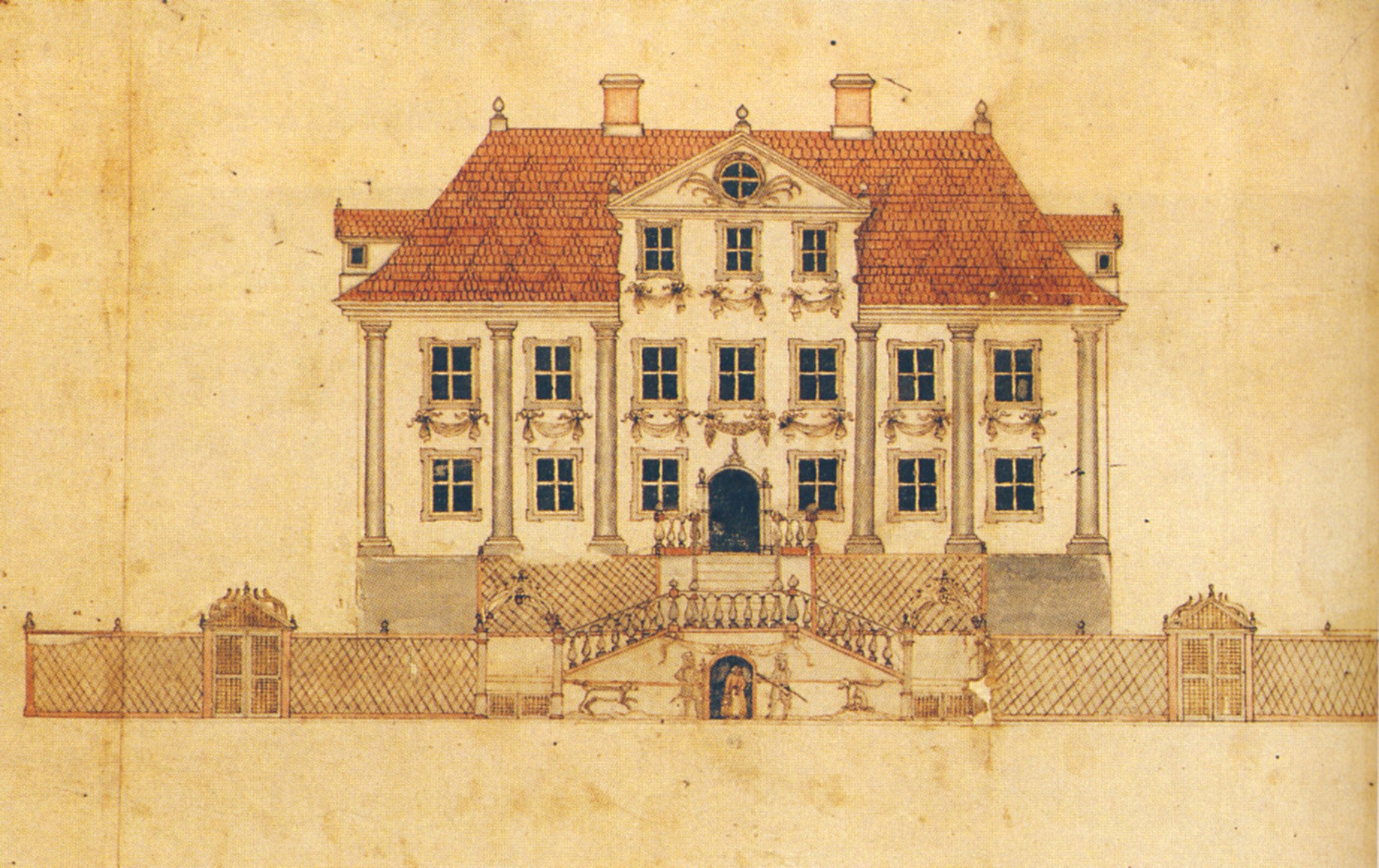
Alstavik, fasadritning från år 1681, detalj ur karta i Tilas samling, KB

Alstavik är en malmgård på Långholmen i Stockholm. När Alstavik uppfördes år 1670 var det den första stenbyggnaden på Långholmen. Alstavik var kvinnofängelse (Långholmens spinnhus), och efter 1825 en del av Långholmens centralfängelse. Efter nedläggningen av fängelset på 1970-talet blev Alstavik värdshus.

## Malmgården

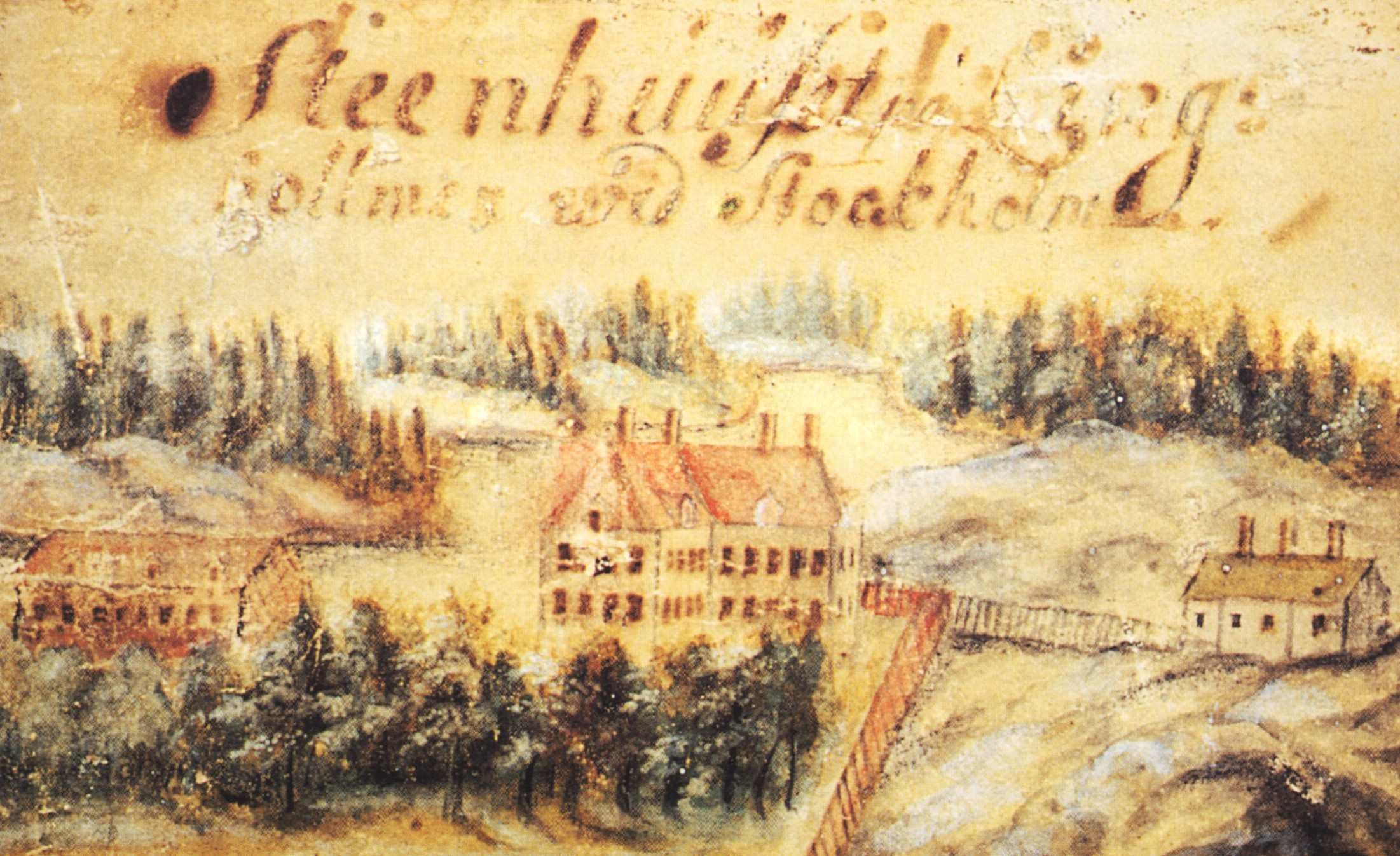
"Steenhuset på Långholmen vid Stockholm", på Gripenhielms Mälarkarta från 1689.

År 1647 upplät Stockholms stad en central del av ön Långholmen till bryggmästaren Jochum Ahlstedt (även kallad Joachim Werner Altstädt), som 1670 uppförde en stor malmgård med tillhörande trädgård och fiskodlingar.

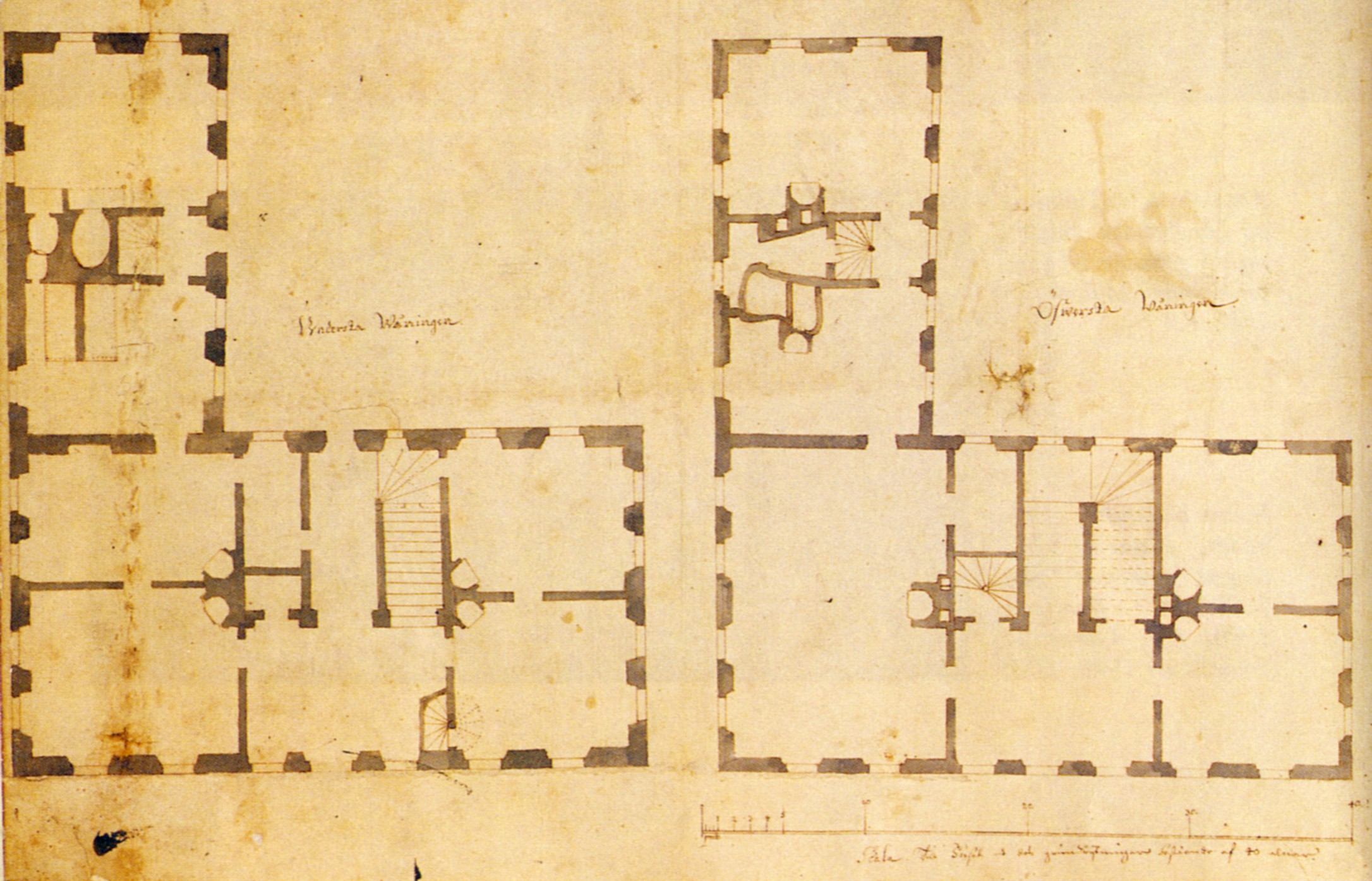
Planritning 1681, nedre våning till vänster och övre våning till höger, detalj ur ovannämnda karta

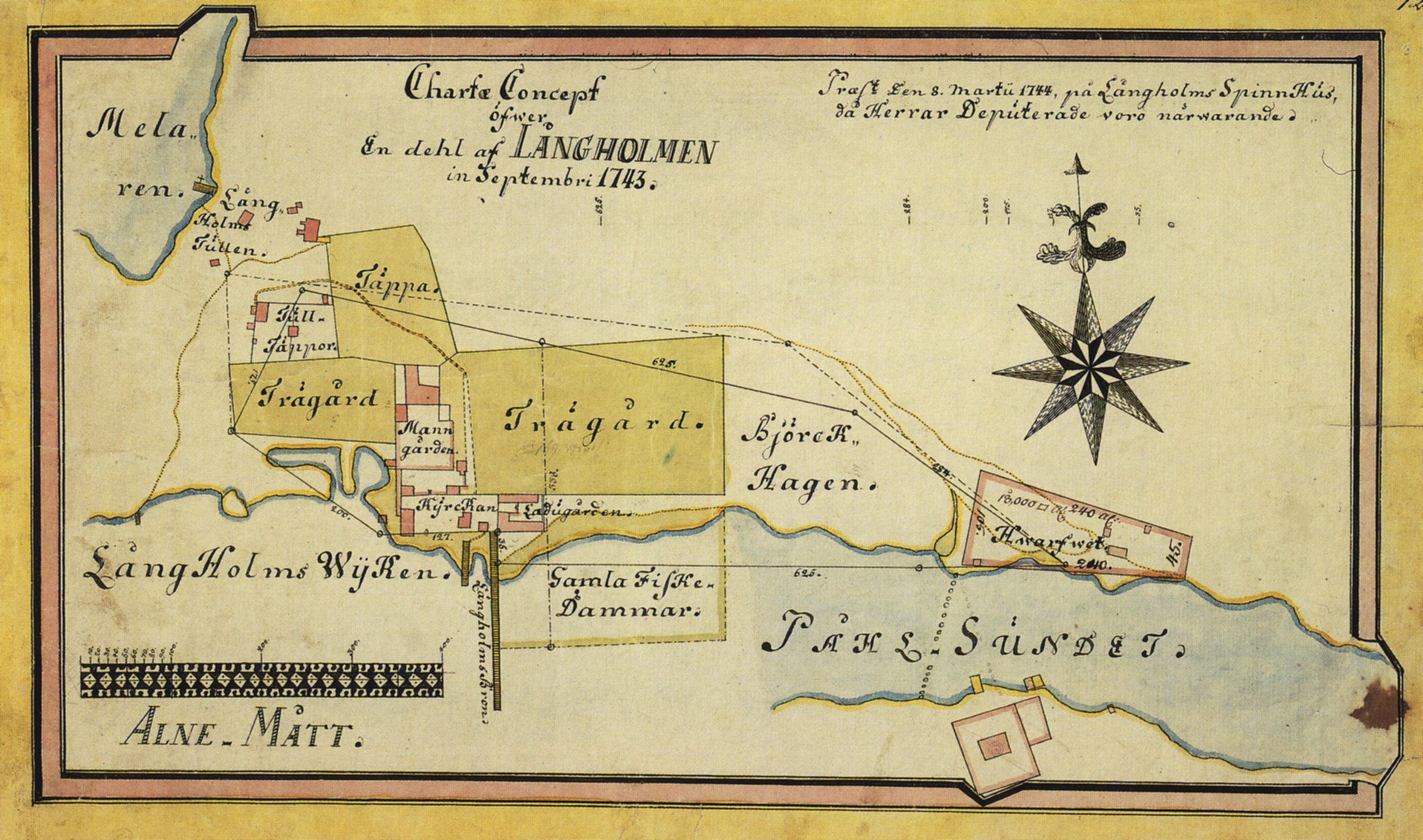
Alstaviks ägor år 1743

Ahlstedt härstammade från Lübeck och kom till Sverige på 1630-talet. Han utnämndes så småningom till hovbryggare och blev en förmögen man. Den 14 maj 1667 förvärvade Ahlstedt en central belägen tomt på Långholmens sydsida som stadsingenjören Anders Torstensson avmätte. Tomten omgavs av ett staket och mot Södermalm fanns en vindbrygga, ungefär där dagens Långholmsbron ligger.
År 1670 färdigställdes Ahlstedts malmgård som kallades Alstavik, vem som var arkitekt bakom byggnaden är okänd. Utöver huvudbyggnaden uppfördes även en särskild köksflygel i nordväst. Den palatsliknande byggnaden hade en monumental fritrappa med rosenodlingar framför. Byggnaden var formgiven i barockens stilideal med pelare i fasaden, dekorationsmålningar runt fönstren och lätt svängda yttertak. Innertaken var rikt utsmyckade med målningar, som delvis finns kvar under putsen och upptäcktes vid reparation av putsskador 1967 och 1983.
Malmgården hade två våningar och en trevånings frontespis. Att Alstavik väckte uppmärksamhet på sin tid framgår av att den, liksom Heleneborg på andra sidan Pålsundet, fick vara med som illustration på Carl Gripenhielms mälarkarta från 1688. På denna syns Ahlstedts vinkelställda mangårdsbyggnad, till vänster om den ligger hans mälteri och till höger finns en byggnad med tre skorstenar och halmtäckt sadeltak.
Ahlstedt odlade upp en stor trädgård med bland annat en mängd körsbärsträd. Något bryggeri hade han inte på Långholmen, det fanns i Gamla stan, men han mältade här ute. Enligt bouppteckningen hörde till gården 4 hästar, 3 kor, 3 getter, 7 unga svin, 15 grisar, 13 gäss, dessutom en stor vagn och en båt. Ahlstedt planerade även en prydnadsträdgård och en lekplats men det utfördes aldrig. Vid hans död januari 1680 hade Alstavik ett värde av 60 000 daler kopparmynt.

## Fängelset

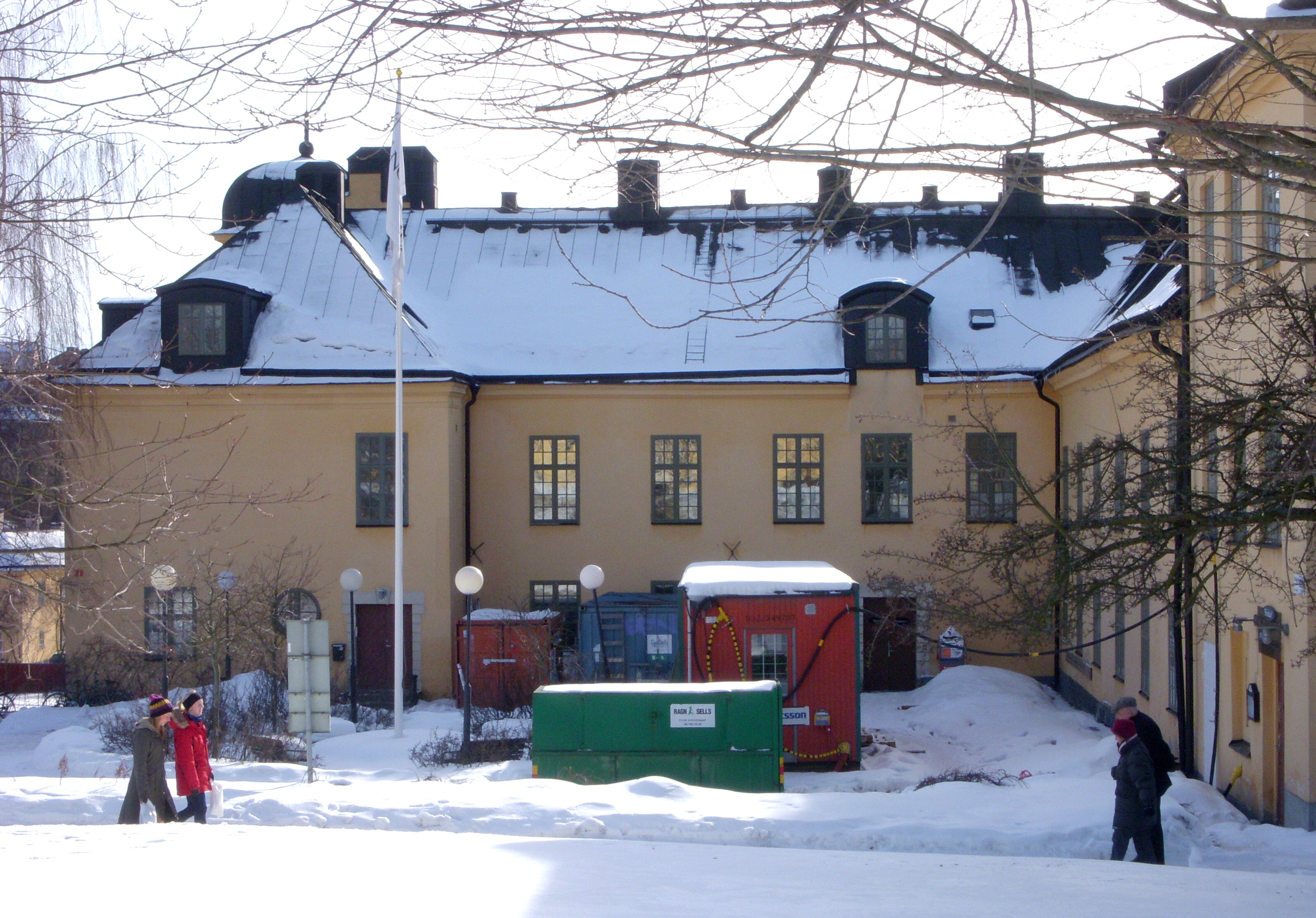
Alsatvik i mars 2010

Alstavik övertogs efter Ahlstedts död av hans svärson Carl Brander och 1724 köptes malmgården av kommerskollegiet som använde byggnaden till fångvårdsinrättning för kvinnor, Långholmens spinnhus. Vid mitten av 1700-talet byggdes Alstavik till med spinnhuslängan, då förändrades de ursprungliga fasaderna efter dåtidens smak. Invändigt hade huset i stort sett samma utformning och användning ända till 1825 då kvinnofängelset flyttade till Norrmalm. Efter kvinnofängelset blev Alstavik en del av Långholmens centralfängelse som lades ner på 1970-talet. 
Risken var stor att samtliga fängelsebyggnader inklusive Alstavik skulle rivas, men resterna av den gamla malmgården hade redan 1935 blivit ett statligt byggnadsminne.

## Alstavik idag
Alstavik hörde till de byggnader som fick vara kvar. Den ursprungliga byggnadskroppen är sammanbyggd med före detta Spinnhuset och sjukhuset. Fasadernas utsmyckningar är borta, likaså den magnifika fritrappan.  Trapphuset och ett dekormålat paneltak härrör från 1600-talet. Idag påminner Alstaviksvägen och kvarteret Alstavik på Långholmen om den forna malmgården. Åren 1988-89 upprustades Alstavik för värdshusrörelse samt festvåning och kontor. Numera (2010) finns här Långholmens Wärdshus & Puben Finkan.